# Varghese Chakkalakal
Varghese Chakkalakal (ur. 7 lutego 1953 w Malapallipuram) – indyjski duchowny rzymskokatolicki, w latach 2012-2025 biskup Kalikat, od 2025 arcybiskup metropolita Kalikat. 

## Życiorys
Święcenia kapłańskie przyjął 2 kwietnia 1981 i został inkardynowany do diecezji Kalikat. Przez kilkanaście lat pracował duszpastersko na terenie diecezji, jednocześnie odbywając studia na uczelniach w Alwaye i w Rzymie. W 1992 został wykładowcą seminarium w Mangaluru.
5 listopada 1998 został mianowany biskupem Kannur. Sakry biskupiej udzielił mu 7 lutego 1999 abp Daniel Acharuparambil.
15 maja 2012 papież Benedykt XVI mianował go biskupem Kalikat, jednocześnie powierzając mu funkcję administratora apostolskiego Kannur (którą pełnił do 23 marca 2014). W latach 2013-2017 był sekretarzem generalnym Konferencji Biskupów Łacińskich Indii.
12 kwietnia 2025 zgodnie z decyzją papieża Franciszka o podniesieniu diecezji Kalikat do rangi archidiecezji metropolitalnej, został mianowany jej pierwszym arcybiskupem metropolitą. Ingres odbył 25 maja 2025. Paliusz otrzymał z rąk papieża Leona XIV w dniu 29 czerwca 2025.